# دانشگاه ایالتی یوگیاکارتا
دانشگاه ایالتی یوگیاکارتا (به لاتین: Yogyakarta State University) یک منطقهٔ دانشگاهی در اندونزی است که در یوگیاکارتا واقع شده‌است.